# Catherine McKenney
Pour les articles homonymes, voir McKenney.
 (mars 2025).
La mise en forme du texte ne suit pas les recommandations de Wikipédia : il faut le « wikifier ».
Les points d'amélioration suivants sont les cas les plus fréquents :
- Les titres sont pré-formatés par le logiciel. Ils ne sont ni en capitales, ni en gras.
- Le texte ne doit pas être écrit en capitales (les noms de famille non plus), ni en gras, ni en italique, ni en « petit »…
- Le gras n'est utilisé que pour surligner le titre de l'article dans l'introduction, une seule fois.
- L'italique est rarement utilisé : mots en langue étrangère, titres d'œuvres, noms de bateaux, etc.
- Les citations ne sont pas en italique mais en corps de texte normal. Elles sont entourées par des guillemets français : « et ».
- Les listes à puces sont à éviter, des paragraphes rédigés étant largement préférés. Les tableaux sont à réserver à la présentation de données structurées (résultats, etc.).
- Les appels de note de bas de page (petits chiffres en exposant, introduits par l'outil «  Source ») sont à placer entre la fin de phrase et le point final[comme ça].
- Les liens internes (vers d'autres articles de Wikipédia) sont à choisir avec parcimonie. Créez des liens vers des articles approfondissant le sujet. Les termes génériques sans rapport avec le sujet sont à éviter, ainsi que les répétitions de liens vers un même terme.
- Les liens externes sont à placer uniquement dans une section « Liens externes », à la fin de l'article. Ces liens sont à choisir avec parcimonie suivant les règles définies. Si un lien sert de source à l'article, son insertion dans le texte est à faire par les notes de bas de page.
- La présentation des références doit suivre les conventions bibliographiques. Il est recommandé d'utiliser les modèles {{Ouvrage}}, {{Chapitre}}, {{Article}}, {{Lien web}} et/ou {{Bibliographie}}. Le mode d'édition visuel peut mettre en forme automatiquement les références.
- Insérer une infobox (cadre d'informations à droite) n'est pas obligatoire pour parachever la mise en page.

Pour une aide détaillée, merci de consulter Aide:Wikification.
Si vous pensez que ces points ont été résolus, vous pouvez retirer ce bandeau et améliorer la mise en forme d'un autre article.
 (mars 2025).
Catherine McKenney, née le 3 juin 1961 à Fort-Coulonge au Québec, est une personnalité politique canadienne.
McKenney siège au conseil municipal d'Ottawa de 2014 à 2022 et se présente comme maire d'Ottawa lors des élections de 2022, se classant deuxième perdant contre Mark Sutcliffe.
McKenney est élu député à l'Assemblée législative de l'Ontario d'Ottawa-Centre lors des élections générales de l'Ontario de 2025 sous la bannière du Nouveau Parti démocratique de l'Ontario (NPD).

## Biographie

### Jeunesse et éducation
McKenney est né à Fort-Coulonge, dans la province de Québec, d'un père forestier et d'une mère au foyer. La famille déménage ensuite dans la petite ville du nord de Sturgeon Falls, en Ontario, où McKenney va à l’école primaire. En 9e année, McKenney déménage dans la ville de Pembroke, en Ontario, lorsque son père obtient un emploi au Collège Algonquin. McKenney a deux enfants au début de sa vingtaine, elle travaille dans la restauration rapide et comme assistante photographe afin de les soutenir. Puis, McKenney déménage dans la capitale national Ottawa à 26 ans, où elle obtient un baccalauréat en sciences sociales à l' Université d'Ottawa en 1993,.
Après avoir gradué, McKenney vit dans la ville de Kanata (qui après la fusion est devenu un quartier d'Ottawa) et travaille comme lecteur d'articles de presse à la télévision pour les personnes aveugles.
Avant d'occuper un poste électif, McKenney travaille comme collaborateur.trice dans les bureaux des conseillers municipaux Diane Holmes et Alex Munter, ainsi que des députés fédéraux Ed Broadbent et Paul Dewar. Elle soutient Jim Watson comme maire lors de l'élection municipale d'Ottawa de 2014.
McKenney est élu pour la première fois lors des élections municipales de 2014 pour représenter le quartier de Somerset, qui comprend le Centretown, le Centretown West ainsi que le centre-ville. Lors des manifestations du convoi canadien de la liberté en 2022, McKenney critique grandement l'inaction du maire d'Ottawa, Jim Watson, ainsi que du service de police d'Ottawa concernant la situation. Au moment de ces manifestations, McKenney participe virtuellement à une réunion du conseil municipal d'Ottawa depuis les rues de l'occupation afin de démontrer la situation.
En décembre 2021, McKenney annonce qu'elle se présentera à la mairie aux élections municipales d'Ottawa de 2022. McKenney perd face à Mark Sutcliffe par 119 241 voix contre 161 679 voix, une différence de 42 438 voix.
En janvier 2023, McKenney cofonde l'organisation à but non lucratif CitySHAPES avec l'économiste d'Ottawa Neil Saravanamuttoo afin d'adresser « le changement climatique, le transport actif, le transport en commun, le logement abordable et la fin de l'itinérance chronique »,.
En octobre 2024, McKenney lance une campagne pour devenir la candidat.e du Nouveau Parti démocratique de l'Ontario au sein de la circonscription d'Ottawa-Centre. McKenney est annoncé comme candidat.e du NPD en novembre 2024, remplaçant ainsi l'ancien député provincial du NPD de l'Ontario, Joel Harden, annoncé comme candidat du NPD fédéral aux élections fédérales canadiennes de 2025,. McKenney remporte l'élection dans la circonscription le 27 février 2025 et devient député à l'Assemblée législative de l'Ontario d'Ottawa-Centre.

## Vie personnelle
McKenney est queer et est la première personne non masculine ouvertement LGBTQ+ à siéger au conseil municipal d'Ottawa. McKenney est non-binaire et utilise les pronoms iel/eux. McKenney a trois enfants.

## Bilan électoral

### Élections municipales d'Ottawa 2018
| Quartier Somerset (quartier 14) | Quartier Somerset (quartier 14) | Quartier Somerset (quartier 14) |
| Candidat                        | Votes                           | %                               |
| ------------------------------- | ------------------------------- | ------------------------------- |
| Catherine McKenney              | 7 754                           | 76,66%                          |
| Jerry Kovacs                    | 1 461                           | 14,44%                          |
| Arthur David                    | 701                             | 6,93%                           |
| Merdod Zopyrus                  | 199                             | 1,97%                           |

### Élections municipales d'Ottawa 2014
| Quartier Somerset (quartier 14) | Quartier Somerset (quartier 14) | Quartier Somerset (quartier 14) |
| Candidat                        | Votes                           | %                               |
| ------------------------------- | ------------------------------- | ------------------------------- |
| Catherine McKenney              | 3 997                           | 40,13%                          |
| Jeff Morrison                   | 1 681                           | 16,88%                          |
| Martin Canning                  | 1 631                           | 16,38%                          |
| Conor Meade                     | 807                             | 8,10%                           |
| Édouard Conway                  | 576                             | 5,78%                           |
| Thomas McVeigh                  | 434                             | 4,36%                           |
| Lili V. Weemen                  | 292                             | 3,94%                           |
| Denis Schryburt                 | 223                             | 2,24%                           |
| Sandro Provenzano               | 99                              | 0,99%                           |
| Curtis Tom                      | 77                              | 0,77%                           |
| Silviu Riley                    | 43                              | 0,43%                           |